# Matteo Maria Boiardo

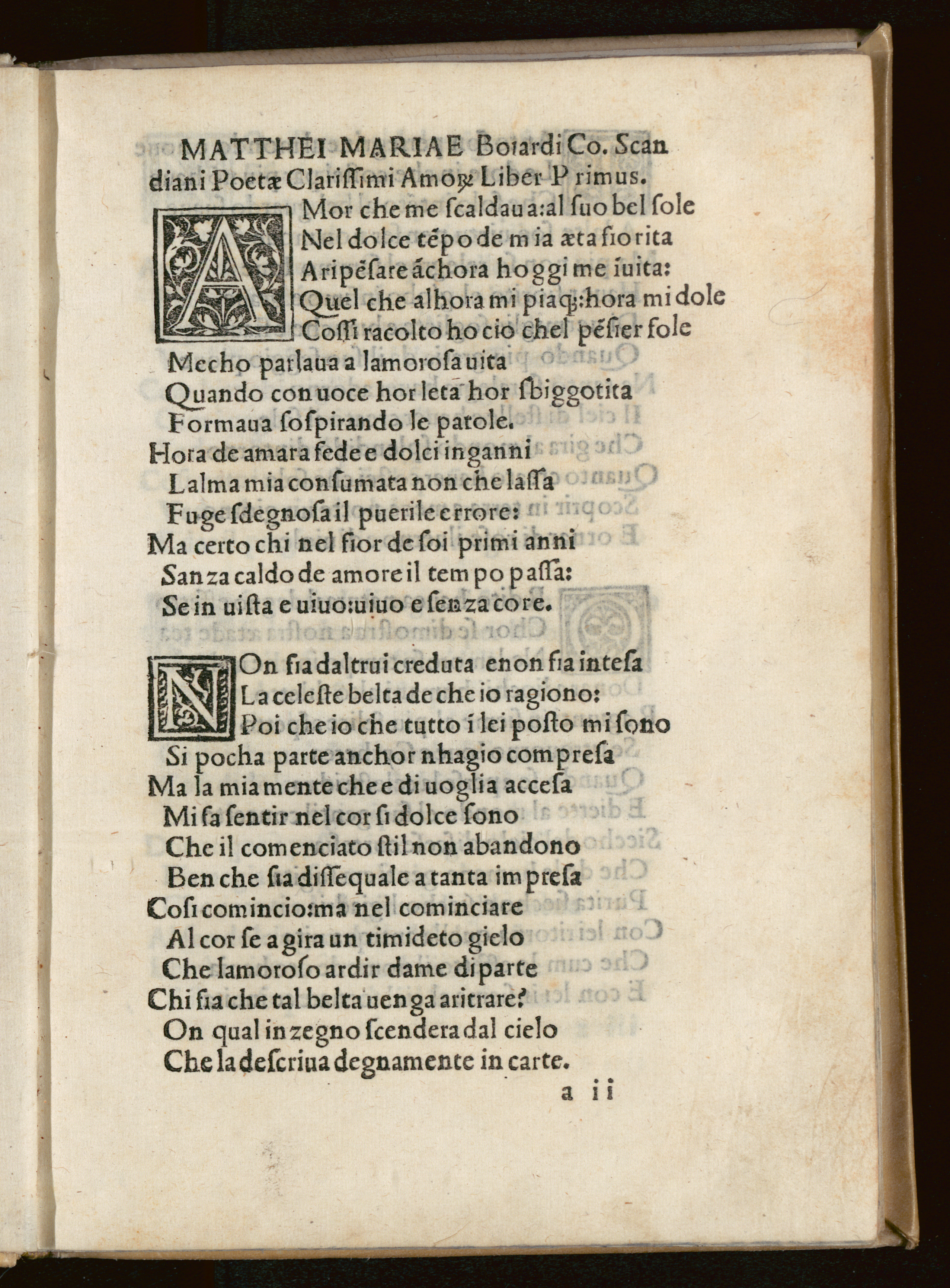
Amorum libri, 1499

Matteo Maria Boiardo (Scandiano, 1441 – Reggio Emilia, 20 de desembre de 1494), comte de Scandiano, és un poeta italià de la época del Renaixement.
Provinent d'una rica i noble família, era el net del poeta i humanista Tito Vespasiano Strozzi. Va quedar orfe a l'edat de deu anys, i s'estableix a Ferrara el 1476, on va entrar a la cort dels Este, a prop del duc Hèrcules I d'Este, del qual va rebre diversos nomenaments polítics com el de governador de Mòdena (de 1480 a 1483) i de Reggio Emilia (a partir de 1487 fins a la mort, el 1494). Dotat d'una excel·lent educació de tipus humanista, comença amb algunes traduccions del llatí (Corneli Nepot, i Apuleu) i del grec (Heròdot, Xenofont), després comença a produir obra pròpia, en llatí (Carmina de laudibus Estensium, 1463), en honor dels Este, i Pastoralia, 10 èglogues bucòliques d'inspiració virgiliana). I en italià, com la tragedia Timone, adaptació per al teatre d'un diàleg del sofista grec Llucià.
Però les seves obres més cèlebres són, sense cap dubte, el seu cançoner (el títol del qual és d'inspiració ovidiana, Amorum libri tres), en el qual demostra tot l'amor per Antonia Caprara, i el poema cavalleresc d'Orlando enamorat, que té el mèrit d'unir l'epopeia dels paladins de Carlemany amb la de la Bretanya (Tristany i Isolda a la taula rodona), en una interpretació cortesa i compatible amb el seu estat com a home de l'humanisme, sí, però amb ascendent feudal.